# 藤田精一
藤田 精一（ふじた せいいち、1868年（慶応4年） - 1938年（昭和13年）7月5日）は、日本の歴史学者。

## 経歴
山城国綴喜郡田辺村興戸（現・京都府京田辺市）出身。号・南山。1894年帝国大学文科大学史学科卒。1898年陸軍教授。広島中学校（現・広島県立広島国泰寺高等学校）校長、大阪陸軍幼年学校教頭、広島陸軍幼年学校教頭。1938年、「新田氏研究」で東京帝国大学文学博士。妻は戸水寛人の妹。長男・法学士・藤田春太郎、次男・農学士・藤田二郎は、1926年頃相次いで死去。五男は日本史学者の藤田五郎。

## 著書
- 『楠氏研究』私家版、1915　積善館　1933
- 藤田精一『楠氏研究』広島積善館、1915年。
- 『大日本軍艦写真帖』編 海上協会 1924
- 『忠不忠 南朝史話』京文社 1926
- 『大楠公』大阪宝文館 1934
- 『日本名分汚涜論 日欧米史説』南山藤田精一 楽園書房 1934
- 藤田精一『楠氏研究』（増訂四）積善館、1938年。doi:10.11501/1915593。NDLJP:1915593。
- 藤田精一『楠氏後裔楠正具精説』湊川神社、1938年。
- 『新田氏研究』雄山閣 1938
- 『史話大楠公の精神』積喜館 1939
- 『武家道徳史論 吉野時代を中心として』四海書房 1941
- 『楠氏余論』藤田芳仙編 蛍雪書院 1942

### 翻訳
- ドナート『近世欧人の観たる謎の日本』広陵社 1928